# 서천소방서
서천소방서(舒川消防署, Seocheon Fire Station)는 충청남도 서천군을 관할하는 충청남도 소방본부 산하의 소방서이다. 소방서장은 소방정 계급이고 2008년 설치되었다.

## 활동
서천소방서는 화재 예방 을 비롯하여 해빙기 안전관리 와 같은 각종 재난 관리 업무를 담당하고 있다. 또한 시각장애인을 위한 안전교육, 어린이 안전체험교실과 같은 주민 안전교육도 실시하고 있다. 서천군의 화재는 60% 이상이 임야에서 발생하고 있으며 화재원인은 라이터나 불티를 잘못 취급하는 실수가 대부분이다.
서천소방서는 화재 이외에도 갯벌에 고립된 사람을 구조하는 인명 구조 활동은 물론, 닭장에 같힌 천연기념물 수리부엉이를 구조하는 것과 같은 동물보호 활동도 하고있다.

## 조직
서천소방서의 조직은 아래와 같이 구성되어 있다.
| - 소방행정과 - 소방행정팀 - 예산장비팀 | - 현장대응단 - 현장대응조사팀 - 화재진압대 - 구조구급대 |

## 관할센터 및 관할구역
서천소방서는 5개의 119안전센터와 1개의 구조구급센터를 산하에 두고 있다.
| 명칭                       | 사진 | 주소                   | 관할구역                       | 지역대                                    |
| -------------------------- | ---- | ---------------------- | ------------------------------ | ----------------------------------------- |
| 장항119안전센터            |      | 장항읍 장항로 37       | 장항읍, 마서면                 | 마서119지역대                             |
| 서천119안전센터            |      | 서천읍 충절로49길 33-8 | 서천읍, 시초면, 문산면         | 시초119지역대 문산119지역대               |
| 한산119안전센터            |      | 한산면 충절로 1164     | 한산면, 화양면, 기산면, 마산면 | 기산119지역대 화양119지역대 마산119지역대 |
| 비인119안전센터            |      | 비인면 비인로 131      | 비인면, 종천면, 판교면         | 판교119지역대 종천119지역대               |
| 서면119안전센터            |      | 서면 부사로 153        | 서면                           |                                           |
| 서천소방서 119구조구급센터 |      | 장항읍 장항로 37       | 충청남도 서천군 일원           |                                           |

## 의용소방대
서천의용소방대는 남성의용소방대와 여성의용소방대로 구성되어 있으며 서천소방서와 함께 재난 방지 활동을 펼치고 있다. 2017년 5월 충청남도의회의 의용소방대 연구모임은 의용소방대가 "화재 진압 외 보조 역할에 그치고 있는 의용소방대가 마을 자치소방 구현을 위한 주체로서 활동영역 확장이 필요하다"며 의용소방대 활성화의 필요성을 제기하였다.

## 같이 보기
- 대한민국의 소방
  - 대한민국 소방청
  - 충청남도 소방본부